# Cerapachys luteoviger
Cerapachys luteoviger är en myrart som beskrevs av Brown 1975. Cerapachys luteoviger ingår i släktet Cerapachys och familjen myror. Inga underarter finns listade i Catalogue of Life.